# ZERO: 9/11の虚構
『ZERO:9/11の虚構』（ぜろ:きゅういちいちのきょこう、原題: Zero - Inchiesta sull'11 settembre）は、2007年制作のイタリアの映画。2001年9月11日のアメリカ同時多発テロ事件（911事件）についての同時多発テロに関する独立調査委員会の公式発表について疑問を呈し、対テロ戦争の原点を追究するドキュメンタリーである。
アメリカ合衆国の作家でオピニオンリーダーの一人ゴア・ヴィダル、イタリアの作家でノーベル文学賞受賞者のダリオ・フォーによる説明を軸に、事件目撃者や犠牲者遺族、米国と欧州の学者や知識人、各分野の専門家、軍や警察の関係者等々による数多くの証言によって作られている。

## 登場人物
- ジョージ・W・ブッシュ - 第43代米国大統領
- オサマ・ビンラディン - アルカイダのリーダーとされる
- ナフィーズ・モサデク・アーメド - サセックス大学近代史学教授
- ロバート・フィスク - 『インディペンデント』紙記者
- ブライアン・クラーク - 世界貿易センター南タワー生存者、ユーロブローカーズ社主任
- ダリオ・フォー - ノーベル文学賞受賞者
- フランク・ディ・マルティーニ - 世界貿易センター建築主任
- スティーヴン・ジョーンズ博士 - 物理学者（元ブリガムヤング大学教授）
- ルイ・カチオーリ - 世界貿易センター北タワー生存者、ニューヨーク市消防局員
- モーガン・レイノルズ - 労働省高官（ブッシュ政権）
- レズ・ジェイミソン - ニューヨーク911真相究明運動家
- ポール・クレイグ・ロバーツ博士 - 財務次官（レーガン政権）
- ケヴィン・ライアン - 元アンダーライターズ研究所主任
- パオロ・マリーニ - イタリアの冶金学者（イタリア素材開発センター）
- ウィリアム・クリスティソン - CIAに29年間勤務
- ジャネット・マッキンリー - 世界貿易センター南タワー向かいの住人、生存者
- デイヴィッド・レイ・グリフィン博士 - 『911委員会報告書 削除と歪曲（未邦訳）』著者
- ウィリアム・ロドリゲス - 世界貿易センター元清掃員、生存者、”国民的英雄”
- フィリップ・バーグ - 911犠牲者遺族の弁護士
- ラス・ウィッテンバーグ機長 - アメリカ空軍、パンナムとユナイテッド航空で35年のパイロット歴
- アルバート・スタブルバイン少将 - アメリカ陸軍情報治安部隊
- ジョージ・ネルソン大佐 - 元アメリカ空軍航空機事故調査官
- バーバラ・ハニーガー - 軍事ジャーナリスト、”October Surprise”著者
- カレン・クィアトコウスキー中佐 - 事件当時ペンタゴンに勤務、生存者
- スティーヴ・ディキアーロ - 生存者、ヴァラー（武勇）勲章受賞者
- ロビン・ホードン - ボストンセンター航空管制官、飛行教官（11年勤務）
- ダニエル・オブライエン - ダレス空港航空管制官
- ニーラ・サガデヴァン - パイロット、航空技師
- ジョン・ジャッジ - シンシア・マッキニー（英語版）下院議員の911調査担当秘書
- ゴア・ヴィダル - 小説家、劇作家、評論家
- ロバート・ボウマン - パイロット、ベトナム戦争退役軍人
- ジュゼッペ・グァルダバッソ少佐 - イタリア空軍
- モリス・ギアドーニ大尉 - イタリア空軍（F16パイロット）
- レッラ・コスタ - イタリアの女優
- モニ・オバディア - イタリアの俳優
- ロバート・ミューラー - FBI長官
- アマンダ・ケラー - フロリダのモハメド・アタの恋人
- ラルフ・シェンマン - ジャーナリスト、ニューヨーク・ラジオ局WBAIホスト
- マリーナ・モンテサーノ - ジェノヴァ大学、“American Mystery”著者
- ウェブスター・グリフィン・タープリー - “9-11Synthetic Terror”著者
- ジュリエット・キエザ - ジャーナリスト、欧州議会議員
- ユルゲン・エルゼサー　ジャーナリスト、“How the Jihad Arrived in Europe”著者
- マイケル・スプリングマン - 1987-89年の在ジッダ(サウジアラビア第2の都市)米国総領事館ビザ発給担当主任
- コリーン・ロウリー - ミネアポリスFBI捜査官（24年勤務）
- シベル・エドモンズ - 元FBI翻訳官
- ロバート・マクルヴェイン - 911で死亡したロバート・マクルヴェインJr.の父親

## 公開・上映・放映
- 2007年10月　ローマ国際映画祭
- 2008年2月　ブリュッセルEU議会場
- 2008年9月　ロシアRTRで"9/11 Расследование с нуля"　(｢9/11　ゼロからの調査｣)　と題する番組としてテレビ討論とともにロシア語版が放映された。
- 2009年9月6日 オーストリア放送協会ORFで„9/11 - WAS STECKT WIRKLICH DAHINTER?“(｢"9/11 背後にあるのは何か?｣)と題されてドイツ語吹き替えによりテレビ放映された。

日本語版
- 2010年9月11日〜24日　東京都写真美術館(東京都目黒区)
- 2010年10月2日〜15日　シアター・イメージフォーラム(東京都渋谷区)